# 藤田祐幸
藤田 祐幸（ふじた ゆうこう、1942年8月24日 - 2016年7月18日）は、日本の物理学者、科学史家。エントロピー論、科学哲学専攻。

## 経歴
千葉県生まれ。1966年、旧・東京都立大学理学部物理学科卒業。1972年、東京都立大学大学院理学研究科物理学専攻博士課程修了。1972年より慶応義塾大学法学部教員、のち物理学教室助教授。
もともと金属物理を専攻していたが、1979年のスリーマイル島原発事故を契機に専攻を放射能に変更し、放射能が人体と環境に及ぼす影響を訴え続けている。
原子力発電や被曝労働の実態調査、チェルノブイリ原発周辺の汚染地域の調査（1990年 - 1993年）、セルビア、コソボ、ボスニアでの劣化ウラン弾の調査（1999年、2000年）、バグダードとバスラでの劣化ウラン弾による被害状況と環境汚染の現地調査（2003年）などに取り組んだ。
原発震災を避けるため、2007年に住み慣れた関東から長崎県西海市大瀬戸町雪浦に移住。農業を営む傍ら、長崎県立大学シーボルト校非常勤講師を務めた。
2016年7月18日、癌のため死去。

## 著作
- 『エントロピー』現代書館、1985年
- 『ポスト・チェルノヴイリを生きるために』御茶ノ水書房、1988年
- 『知られざる原発被曝労働 - ある青年の死を追って』岩波書店、岩波ブックレット、1996年
- 『脱原発のエネルギー計画』高文研、1996年 絵：勝又進
- 『原子力発電で本当に私たちが知りたい120の基礎知識』広瀬隆との共著、東京書籍、2000年
- 『藤田祐幸が検証する原発と原爆の間』本の泉社、2011年
- 『もう原発にはだまされない 放射能汚染国家・日本 絶望から希望へ』青志社、2011年
- 『さよならアトミック・ドラゴン』（西岡由香著・藤田祐幸監修）凱風社、2012年
- 『九州原発ゼロへ、48の視点―玄海・川内原発の廃炉をめざして』（共著・木村朗編）南方新社、2013年
- 『「修羅」から「地人」へ 物理学者・藤田祐幸の選択』（福岡賢正著）南方新社、2014年

### 論文・寄稿文
- 藤田祐幸「シュラウド交換という名の被曝労働 (特集 チェルノブイリ事故から一二年)」『技術と人間』第27巻第3号、技術と人間、1998年4月、50-65頁、ISSN 02855186、NAID 40000631664。
- 藤田祐幸, 伊藤和夫, 兼松和男「8a-L-16 Laves相(Zr_xMo_<1-x>)Fe_2の磁性」『秋の分科会予稿集』第1969巻、日本物理学会、1969年、63頁、doi:10.11316/jpsgaiyok.1969.4.0_63_2、NAID 110002029754。
- 寺田道子, 藤田祐幸, 遠藤慶三「3a-P-11 Heusler型合金M_2ZrSnM_2NbSn (M=Co or Ni)の磁性」『年会予稿集』第28巻、日本物理学会、1973年、109頁、doi:10.11316/jpsgaiyoh.28.3.0_109_1、NAID 110002971490。
- 藤田祐幸「2p-KM-4 文科系教養物理における一つの試み : ブルーノ,デカルト,バシュラール」『年会講演予稿集』第39巻、日本物理学会、1984年、394-395頁、doi:10.11316/jpsgaiyod.39.2.0_394、NAID 110002139185。
- 寺田道子, 藤田祐幸, 遠藤慶三「25a-R-17 Heusler型合金Co_2XSn(X=Ti,V,Zr,NborHf)の磁性」『秋の分科会予稿集』第1973巻、日本物理学会、1973年、152頁、doi:10.11316/jpsgaiyok.1973.3.0_152_2、NAID 110002037888。
- 藤田祐幸, 遠藤慶三「25a-R-11 Zr(Mn_<1-x>Co_x)_2の磁性」『秋の分科会予稿集』第1973巻、日本物理学会、1973年、150頁、doi:10.11316/jpsgaiyok.1973.3.0_150_2、NAID 110002037876。
- 遠藤慶三, 藤田祐幸, 寺田道子, 木村錬一「4p-C-4 Clb型MXSb(M=Fe,Co,Ni,X=Ti,V)の磁性」『年会予稿集』第25巻、日本物理学会、1970年、80頁、doi:10.11316/jpsgaiyoh.25.4.0_80_1、NAID 110002327655。

エネルギー、核物質関連
- 藤田祐幸「環境とエネルギー」『慶応義塾大学日吉紀要 自然科学』第9号、慶応義塾大学日吉紀要刊行委員会、1991年、p47-67、ISSN 09117237、NAID 40004620096。
- 藤田祐幸「原発をすべて止めても電力供給はほぼ大丈夫--原子力産業の嘘を暴く (原発亡国ニッポン 第19弾)」『金曜日』第8巻第10号、金曜日、2000年3月、30-33頁、NAID 40005027739。
- 藤田祐幸, 小村和久, 古川路明「科学通信 イラク戦争における劣化ウラン弾の使用について」『科学』第74巻第1号、岩波書店、2004年1月、7-10頁、ISSN 00227625、NAID 80016364602。
- 藤田祐幸「講演 原発・潜在的核武装・劣化ウラン弾を問う視点」『長崎平和研究』第27号、長崎平和研究所、2009年4月、42-66頁、NAID 40016663203。
- 藤田祐幸「フクシマからの警告 (第23回九州・沖縄地区平和研究集会報告)」『平和文化研究』第33巻、長崎総合科学大学長崎平和文化研究所、2012年、103-120頁、ISSN 0285-4651、NAID 40019521859。
- 藤田祐幸「チェルノブイリ原発事故による被曝影響の全貌 (チェルノブイリ事件から6年<特集>)」『技術と人間』第21巻第4号、技術と人間、1992年4月、p45-57、ISSN 02855186、NAID 40000631180。
- 藤田祐幸「もはや風前の灯火の原子力産業 (特集 原発震災が迫っている)」『理戦』第70号、実践社、2002年、10-19頁、NAID 40005595469。
- 藤田祐幸「特集 イラクの劣化ウラン弾の現状と日本の役割」『社会民主』第588号、社会民主党全国連合機関紙宣伝局、2004年5月、2-7頁、ISSN 13420615、NAID 40006275580。